# 3-Hydroxypropionat/4-Hydroxybutyratzyklus
Der 3-Hydroxypropionat/4-Hydroxybutyratzyklus ist ein biochemischer Zyklus, der es einigen Archaea erlaubt, Kohlenstoffdioxid in Form von Bicarbonat (HCO3−) zu assimilieren. Der Zyklus kann in zwei Hälften unterteilt werden: Zunächst werden aus Acetyl-CoA sowie zwei Molekülen Bicarbonat ein Molekül Succinyl-CoA gebildet. Im zweiten Teil entstehen daraus dann über 4-Hydroxybutyrat zwei Moleküle Acetyl-CoA, wobei das eine für den nächsten Durchlauf verwendet wird.
Der Zyklus verdankt seinen Namen, da als Intermediate 3-Hydroxypropionat bzw. 4-Hydroxybutyrat gebildet werden.

## Vorkommen
Der Stoffwechselweg wurde in thermoacidophilen Archaea der Ordnung Sulfolobales (zum Beispiel Stygiolobus azoricus) nachgewiesen, Vertreter der Abteilung Crenarchaeota. Diese Mikroorganismen sind entweder mikroaerophil oder im Falle von Stygiolobus strikt anaerob.
Es steht noch zur Debatte, ob der Zyklus auch in mesophilen, marine Gruppe-I Crenarchaeota betrieben wird. Diese sind häufig vorkommende Meeresarcheen, die unter mesophilen Bedingungen wachsen.

## Biochemie

Schematische Darstellung des 3-Hydroxypropionat/4-Hydroxybutyratzyklus. Die namensgebenden Intermediate sowie die benötigten Cofaktoren sind eingezeichnet. Bitte auch den Fließtext beachten.

Ausgehend von Acetyl-CoA wird in zwei Reaktionsschritten Malonat-Semialdehyd gebildet, welches durch eine Malonat-Semialdehyd-Reduktase in 3-Hydroxypropionat reduziert wird. Für diese Reaktionsschritte werden zwei Moleküle NADPH, ein Molekül ATP und ein Molekül Bicarbonat benötigt. 3-Hydroxypropionat wird über mehrere Intermediate zu Succinyl-CoA umgesetzt, daran beteiligt ist auch ein Vitamin-B12-abhängiges Enzym, die Methylmalonyl-CoA-Mutase.
Aus Succinyl-CoA entsteht katalysiert dann eine Succinat-Semialdehyd-Reduktase unter NADPH-Verbrauch die Bildung von 4-Hydroxybutyrat aus Succinat-Semialdehyd. Die Bildung von 4-Hydroxybutyrat aus 3-Hydroxypropionat benötigt drei Moleküle NADPH, zwei Moleküle ATP, ein weiteres Molekül Bicarbonat und Coenzym A. Schließlich wird 4-Hydroxybutyrat zu Acetoacetyl-CoA unter Verbrauch je eines Moleküls ATP und Coenzym A sowie NAD+ umgesetzt. Dieses wird durch eine Acetoacetyl-CoA β-Ketothiolase in zwei Moleküle Acetyl-CoA gespaltet, so dass sich hier der Zyklus schließt und ein Acetyl-CoA freigesetzt wird.
Die Gesamtbilanz für die Bildung von einem Molekül Acetyl-CoA lautet folglich (ohne Bezug auf Coenzym A):
{\displaystyle \mathrm {2\ HCO_{3}^{-}+4\ NADPH/H^{+}+4\ ATP} } {\displaystyle \mathrm {\rightarrow \ Acetyl{\text{-}}CoA+4\ NADP^{+}+4\ ADP+4\ P_{i}} }

## Biologische Bedeutung
Dieser Stoffwechselweg wurde erst kürzlich entdeckt und stellt eine Variante des 3-Hydroxypropionatzyklus dar. Bis zur Bildung von Succinyl-CoA entsprechen sich die beiden Zyklen weitestgehend. Jedoch sind die darin beteiligten Enzyme phylogenetisch nicht verwandt und scheinen sich unabhängig voneinander entwickelt zu haben.
Der Kreislauf deckt sich auch teilweise mit dem kürzlich entdeckten Dicarboxylat/4-Hydroxybutyratzyklus, der auch von Vertretern der Crenarchaeota betreiben wird. Die Bildung von Acetoacyl-CoA aus Succinyl-CoA verläuft in beiden Zyklen identisch.
Die Empfindlichkeit gegenüber Sauerstoff kann man damit erklären, dass ein involviertes Enzym, die 4-Hydroxybutyryl-CoA-Dehydratase, sensitiv gegenüber Sauerstoff ist.
Das durch den Kreislauf gebildete Acetyl-CoA kann zu Glycerinaldehyd-3-phosphat (GAP) aufgebaut werden und in den Baustoffwechsel einfließen. Hierbei werden weitere Cofaktoren, z. B. Ferredoxin (Fd), benötigt. Die Gesamtbilanz für die Bildung eines Moleküls GAP lautet somit:
{\displaystyle \mathrm {2\ HCO_{3}^{-}+CO_{2}+5\ NAD(P)H/H^{+}+6\ ATP+2\ Fd_{red}\rightarrow \ } }
{\displaystyle \mathrm {GAP+5\ NAD(P)^{+}+3\ ADP+3\ AMP+4\ P_{i}+2\ PP_{i}+2\ Fd_{ox}} }
Ob die beiden Moleküle Pyrophosphat hydrolysiert oder als Energiequelle verwendet werden, ist noch nicht bekannt.
Seit kurzem wird diskutiert, ob Pyruvat eher nicht aus Succinyl-CoA, einem Intermediat des Zyklus, gebildet wird. Dabei wird Succinyl-CoA dem Kreislauf entzogen, zu Malat oder Oxalacetat umgesetzt und schließlich zu Pyruvat decarboxyliert. Um Succinyl-CoA aus Acetyl-CoA zu bilden, werden eineinhalb Runden des 3-Hydroxypropionat/4-Hydroxybutyratzyklus benötigt.
Der Aufbau einer phosphorylierten Triose, GAP, ähnelt energetisch gesehen dem Stoffwechselweg des Calvin-Zyklus, da auch hier neuen ATP-Äquivalente verbraucht werden (AMP zählt doppelt). Beim Calvin-Zyklus gehen jedoch durch die auftretende Photorespiration immer etwas mehr Energie und Reduktionsäquivalente verloren. Darüber hinaus haben die bei der Bicarbonatfixierung beteiligten Carboxylasen eine höhere Wechselzahl (28 ss−1 bei 65 °C) als RuBisCO beim Calvin-Zyklus (5 s−1).